# IUniverse
iUniverse ist ein 1999 in den USA gegründeter Selbstkostenverlag für Selbstpublikationen. Das Unternehmen produziert mehr als 5000 Bücher pro Jahr im Book-on-Demand-Verfahren (BOD). Die Büros befinden sich in New York City, Nebraska und Shanghai. Das Unternehmen hat eine strategische Partnerschaft mit der US-Buchhandelskette Barnes & Noble, die auch Teilhaber war. 2007 wurde iUniverse von dem Konkurrenten AuthorHouse gekauft. iUniverse galt bis dahin als eines der größten BOD-Unternehmen in den USA.
Die Autoren müssen die Erstellung der digitalen Vorlage und die weiteren Kosten selbst tragen. Dafür erhält der Autor u. a. die Zuteilung einer ISBN, die Aufnahme in den Online Store und mindestens eine gedruckte Ausgabe für sich selbst. Neben dem Erstellen der Bücher bietet der Verlag auch gegen Extra-Honorar Verlagsdienstleistungen wie Marketing und Verlagslektoren an.